# 수잔 발라동
수잔 발라동(프랑스어: Suzanne Valadon, 1865년 9월 23일 – 1938년 4월 7일)은 프랑스의 화가로, 본명은 마리클레망틴 발라동(Marie-Clémentine Valadon)이다. 오트비엔의 베신쉬르가르탕 출신이며 아들은 화가 모리스 위트릴로이다.
발라동은 거의 40년 동안 예술가로 살았다. 드로잉과 그림의 주제는 주로 여성 누드, 여성의 초상화, 정물 및 풍경을 포함했다. 발라동은 아카데미에 참석한 적이 없으며 전통에 갇힌 적이 없다.
발라동은 많은 유명 예술가의 모델이었다.

## 어린 시절
발라동은 몽마르트르에서 어머니와 함께 가난하게 자랐다. 발라동은 아버지를 몰랐다. 상당히 독립적이고 반항적인 것으로 알려진 발라동은 일을 시작했을 때 열한 살까지 초등학교에 다녔다.
발라동은 제분업자 작업실, 장례식 화환 제조 공장, 야채 판매, 웨이트리스 등 일련의 직업을 가지고 있었다. 15세에 발라동은 가장 원하는 분야인 서커스에서 곡예사로 일한 직업을 얻었다. 그녀가 서커스에서 일할 수 있었던 것은 메드라노에 속한 서커스 장식에 참여했던 두 상징주의 화가인 앙투안 드 라 로슈푸코 백작 과 테오 바그너 와 인연이 있었기 때문이다. 툴루즈 로트렉, 베르트 모리조 등의 예술가들이 서커스를 자주 찾았고 이것이 모리조의 발라동 그림에 영감을 준 것으로 추측된다. 공중그네에서 떨어져 1년 만에 발라동의 서커스 경력이 끝났다.
일반적으로 발라동은 9살에 그림 그리는 법을 스스로 배웠다고 여겨진다. 파리의 몽마르트르 지구에서 발라동은 예술에 대한 관심을 추구하여 처음에는 예술가의 모델과 뮤즈로 일하고 그들의 기술을 관찰하고 배운 후에 스스로 유명한 화가가 되었다.

## 모델
발라동은 1880년 15세의 나이로 모델로 일하기 시작했다. 발라동은 2년 동안 툴루즈 로트렉의 연인이었고, 1888년 그녀가 자살을 시도하면서 끝이 났다.
발라동은 예술가들의 기술을 관찰함으로써 예술에서 자신을 교육하는 데 도움을 주었다. 발라동은 매우 집중하고, 야심차고, 반항적이며, 단호하고, 자신감이 있고, 열정적인 여성으로 여겨졌다. 1890년대 초 발라동은 대담한 선화와 섬세한 그림에 깊은 인상을 받은 에드가 드가와 친구가 되었다. 그는 발라동의 작품을 사서 격려했다. 발라동은 1917년 그가 사망할 때까지 그의 가장 친한 친구 중 한 명으로 남아 있었다. 미술사가 헤더 도킨스(Heather Dawkins)는 모델로서의 발라돈의 경험이 남성 후기 인상파 화가들의 여성 표현보다 덜 이상화되는 경향이 있는 누드 여성에 대한 자신의 이미지에 깊이를 더했다고 믿었다.
모리조의 1880년 발라동의 줄타기 워커 그림이 그 이전에 있었지만 가장 잘 알려진 발라동의 초기 이미지는 르누아르의 그림에 있다. 발라동은 동료 화가들과 함께 파리의 술집과 선술집을 자주 찾았고 발라동은 그의 유화 The Hangover에서 Toulouse-Lautrec의 주제였다.

## 아티스트
발라동은 에드가 드가(Edgar Degas)와 피에르 오귀스트 르누아르(Pierre-Auguste Renoir)와 같은 동시대 화가들의 존경과 지지를 받은 당대의 저명한 화가였다. 발라동은 전문 협회에 가입했고 발라동의 작품은 심사를 거친 전시회에 출품되었다. 발라동은 반항적인 시각으로 보헤미안적인 삶을 살았다.
발라동의 가장 초기에 서명되고 날짜가 기입된 작품은 목탄 과 파스텔 로 그린 1883년 자화상이다. 발라동은 1883년에서 1893년 사이에 대부분 그림을 그렸고 1892년에 그림을 그리기 시작했다. 발라동의 첫 번째 모델은 가족, 특히 발라동의 아들, 어머니, 조카였다.
발라동은 1896년에 전업으로 그림을 그리기 시작했다. 발라동은 강렬한 구성과 생생한 색상으로 유명한 정물, 초상화, 꽃 및 풍경을 그렸다. 그러나 발라동은 솔직한 여성 누드로 가장 잘 알려져 있었다. 발라동의 작업은 부분적으로 그녀가 이상적이지 않은 누드를 그려서 당시의 사회적 규범을 뒤엎었기 때문에 주목을 받았다.
발라동의 가장 초기에 알려진 여성 누드는 1892년에 처형되었다. 1895년, 미술상인 Paul Durand-Ruel은 다양한 단계의 화장실 변기에서 여성을 보여주는 발라동의 12개의 에칭 그룹을 전시했다. 이후 발라동은 정기적으로 파리 의 베른하임 미술관에서 전시를 하였다. 발라동은 1894년 Salon de la Nationale의 출품업체로 처음 승인되었다. 합격 경쟁이 치열했다.
발라동은 1909년의 Salon d'Automne, 1911년의 Salon des Independants, 1933-1938년의 Salon des Femmes Artistes Modernes에 전시했다. 특히 Degas는 그녀에게서 그림을 구입한 첫 번째 사람이었고  Paul Durand-Ruel 및 Ambroise Vollard 를 포함한 다른 수집가에게 그녀를 소개했다. Degas는 또한 그녀에게 연질 에칭 기술을 가르쳤다.
부유한 은행가인 Paul Mousis와 결혼한 후 1896년 발라동은 전업 화가가 되었다. 발라동은 1909년에 드로잉에서 회화로 전환했다. 성적 쾌락과 관련된 살롱을 위한 발라동의 첫 대형 유화는 남성이 여성의 욕망의 대상이 되는 현대 회화의 첫 번째 사례 중 일부였다. 남성 예술가들의 이상적인 여성 대우와 유사하다. 이 주목할만한 살롱 그림에는 아담과 이브 ( Adam et Eve )(1909), 삶 의 기쁨 ( La Joie de vivre )(1911), 그리고 그물 던지기( Lancement du filet )(1914)가 있다. 발라동은 평생 동안 약 273개의 소묘, 478개의 그림, 31개의 에칭을 제작했으며 단, 버려지거나 파괴된 조각은 제외된다.
발라동은 발라동의 일생 동안, 특히 발라동의 경력이 끝날 무렵에 잘 알려졌다.  발라동의 작품은 파리의 조르주 퐁피두 센터, 그르노블 미술관, 뉴욕 메트로폴리탄 미술관에 소장 되어 있다.
발라동은 특정 스타일에 국한되지 않았지만 상징주의와 후기 인상주의 미학이 모두 발라동의 작업에서 명확하게 나타난다. 발라동은 주로 유성 페인트, 유성 연필, 파스텔 및 빨간 분필로 작업했다. 발라동은 잉크나 수채화 물감이 발라동의 선호에 비해 너무 유동적이기 때문에 사용하지 않았다. 의 그림은 풍부한 색상과 대담하고 개방된 붓놀림으로 종종 발라동의 인물을 정의하고 윤곽을 나타내는 확고한 검은 선을 특징으로 한다.
발라동의 자화상, 초상화, 누드, 풍경 및 정물은 학문적 예술의 경향 및 동시대 측면에서 분리되어 있다. 발라돈 그림의 주제는 목욕하는 여성, 누운 누드, 내부 장면과 같은 오래된 주요 주제를 종종 재창조한다. 발라동은 노동 계급 모델을 그리는 것을 선호했다. 미술사가 Patricia Mathews는 발라동의 노동계급 지위와 모델로서의 경험이 이 여성들과 그들의 신체에 대한 친밀하고 친숙한 관찰에 영향을 미쳤다고 제안한다. 이 점에서 발라동은 대부분 여성을 그렸지만 프랑스 사회에서 중상류층의 지위 때문에 "주제에서 적절함의 범위를 잘 유지"한 베르트 모리조 및 메리 카사트와 다르다.  발라동의 소외된 지위는 그녀가 모델링을 통해 현대 남성이 지배하는 예술 영역에 진입할 수 있도록 했으며 공식적인 학업 훈련의 부족으로 인해 발라동은 학문적 관습에 덜 영향을 받았을 수 있다. 발라동은 누드 여성에 대한 그림의 차이로 유명하다. 발라동은 지나치게 섹슈얼화되지 않은 이상적이고 이기적인 여성을 사실적으로 묘사함으로써 계급의 함정과 성적 매력을 강조하면서 전형적인 여성 묘사에 저항했다. 발라동은 또한 은 누드 자화상을 그렸으며, 나중에 발라동의 노화된 신체를 사실적으로 표시했다.
발라동은 표현적인 눈을 그리는 것과 같은 기술보다 초상화 구성의 중요성을 강조했다.

## 개인 생활
1883년 18세의 발라돈은 아들 모리스 위트릴로를 낳았다. 발라동의 어머니는 모리스가 모델링으로 돌아오는 동안 그를 돌보았다. 나중에 발라동의 친구 Miquel Utrillo는 모리스를 그의 아들로 인정하는 문서에 서명했지만 진정한 친자 관계는 결코 공개되지 않았다.
1893년 발라동은 작곡가 에릭 사티와 짧은 관계를 시작했고 Rue Cortot 에 있는 그의 옆 방으로 이사했다. 사티는 그녀에게 집착하여 그녀를 그의 Biqui라고 불렀다. , "발라동의 전신, 사랑스러운 눈, 부드러운 손, 작은 발"에 대한 열정적인 메모를 작성한다. 6개월 후 발라동은 떠났고 그를 황폐하게 만들었다.
발라동은 1895년 주식 중개인인 Paul Mousis와 결혼했다. 13년 동안 발라동은 파리의 아파트와 외곽 지역의 집에서 그와 함께 살았다. 1909년 발라동은 아들의 23세 친구인 화가 안드레 우터 와 바람을 피우기 시작했다. 그는 발라동의 모델이 되었고 그 해에 그려진 아담과 이브에서 아담으로 등장한다. 발라동은 1913년에 Moussis와 이혼했다. 발라동은 1914년에 Utter와 결혼했다. Utter는 발라동의 경력과 아들의 경력을 관리했다.  발라동과 Utter는 발라동이 거의 70세가 된 1934년 부부가 이혼할 때까지 정기적으로 함께 작품을 전시했다. 그들은 그녀가 죽을 때까지 관계를 이어갔고 파리의 Saint Ouen 묘지 에 함께 묻혔다.

## 갤러리

자화상, 1883
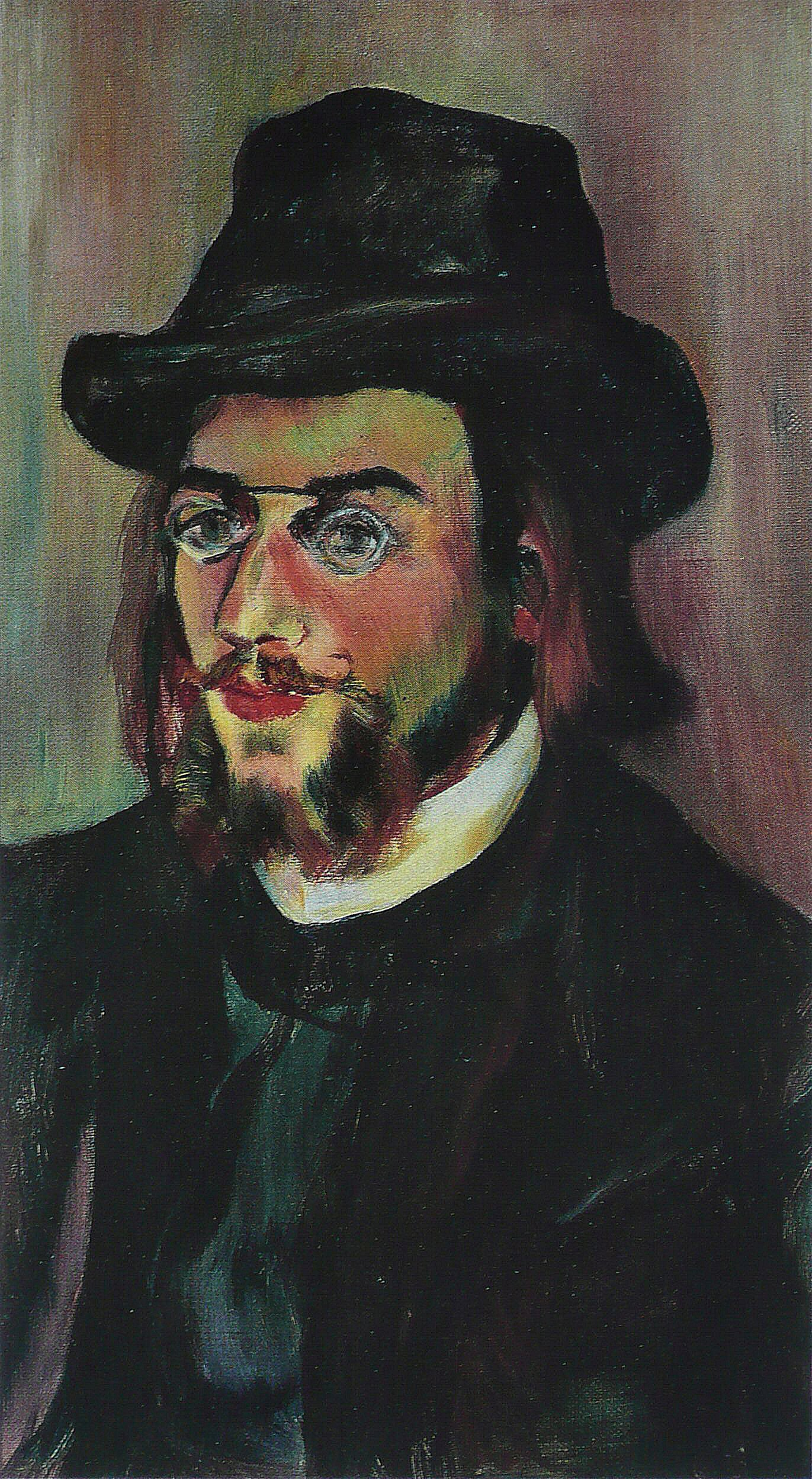
에릭 사티의 초상, 1893
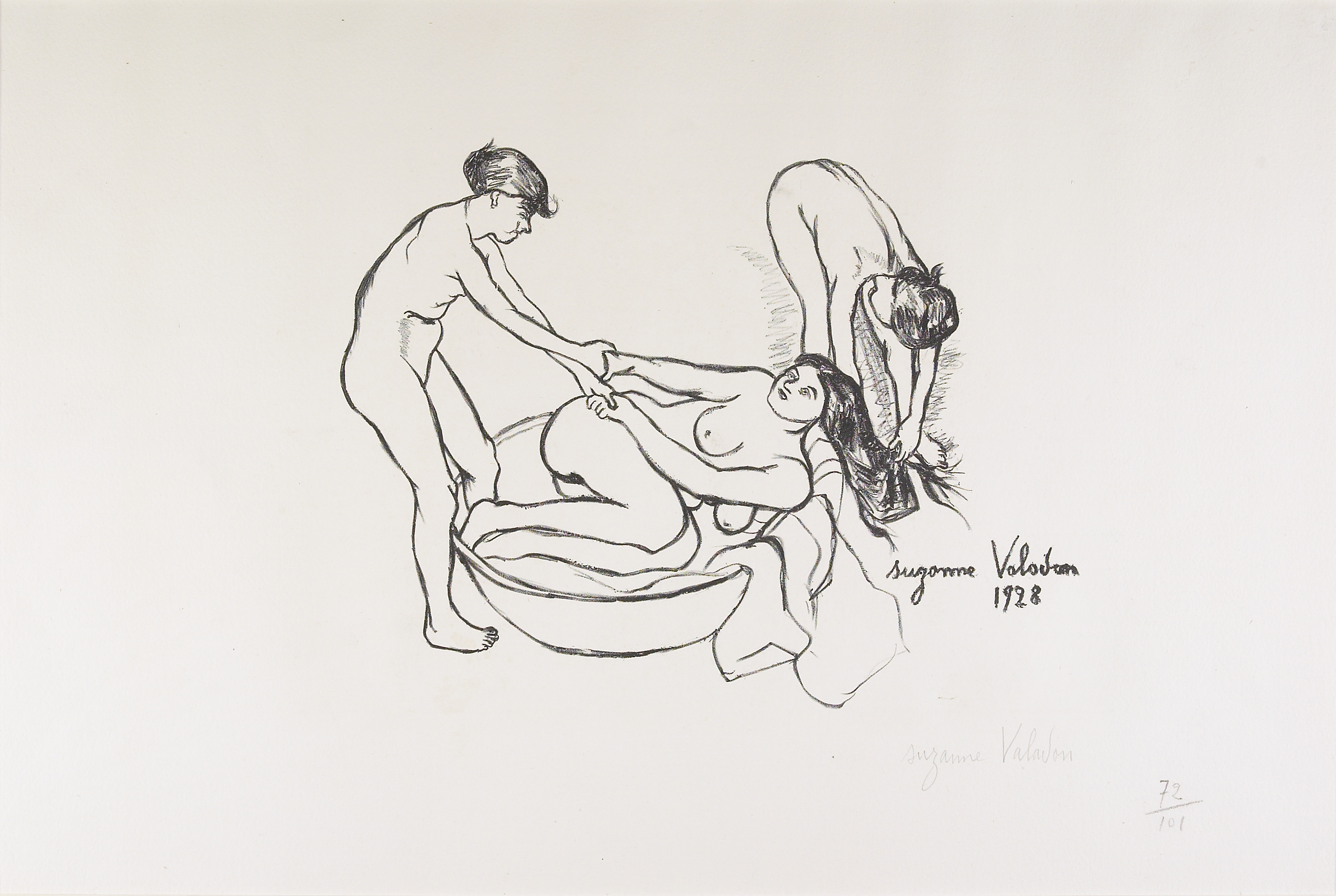
여성, c.1895
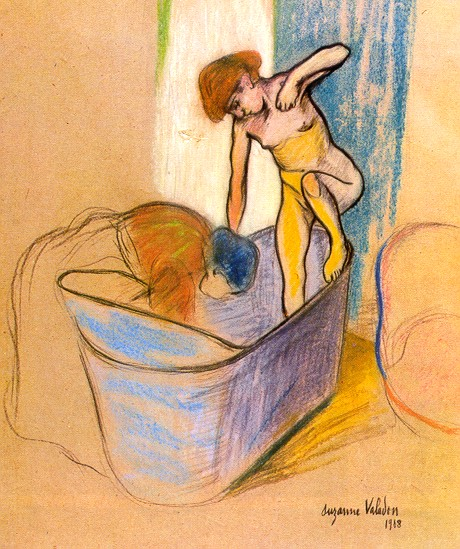
목욕, 1908
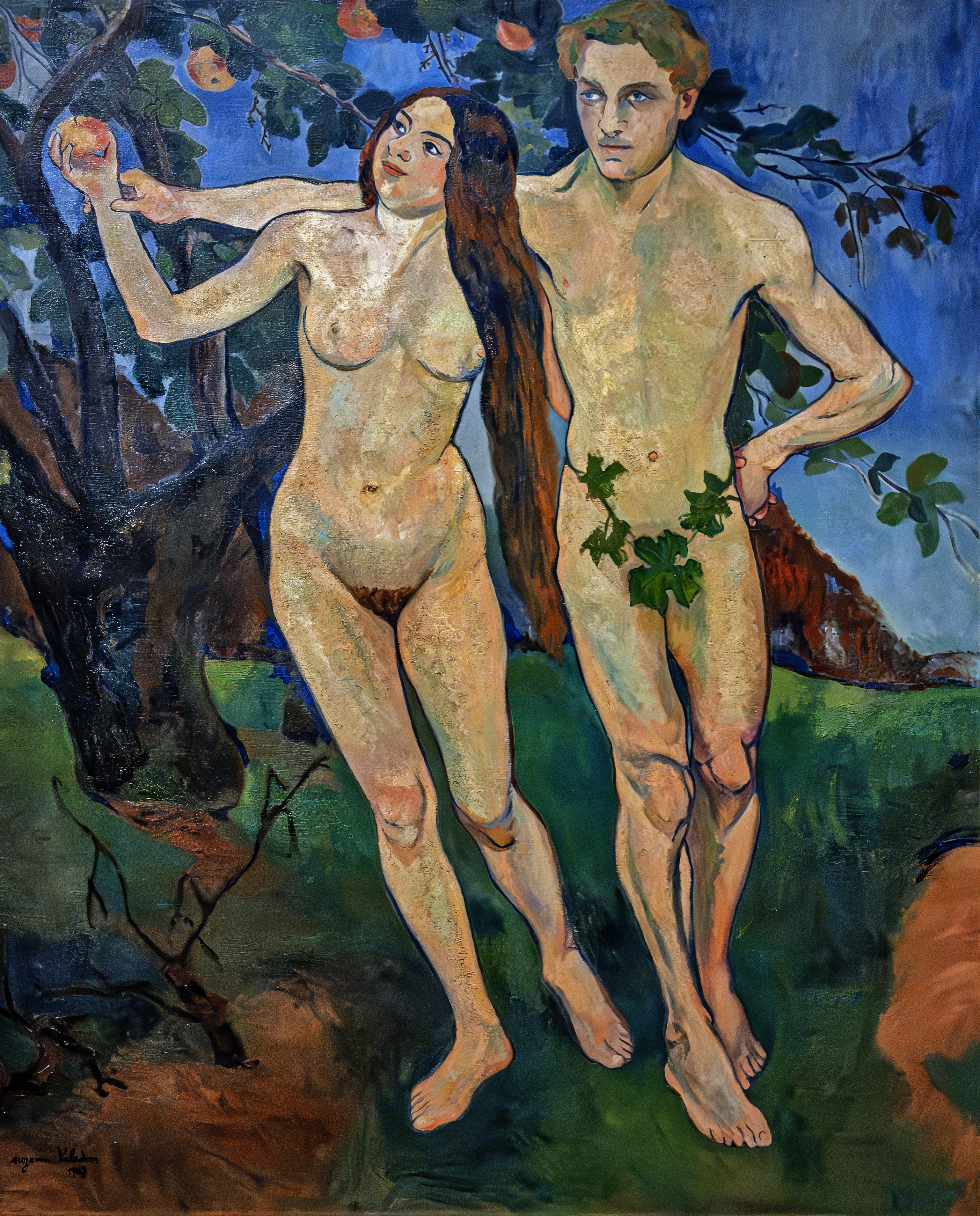
아담과 이브, 수잔 발라동, 1909년
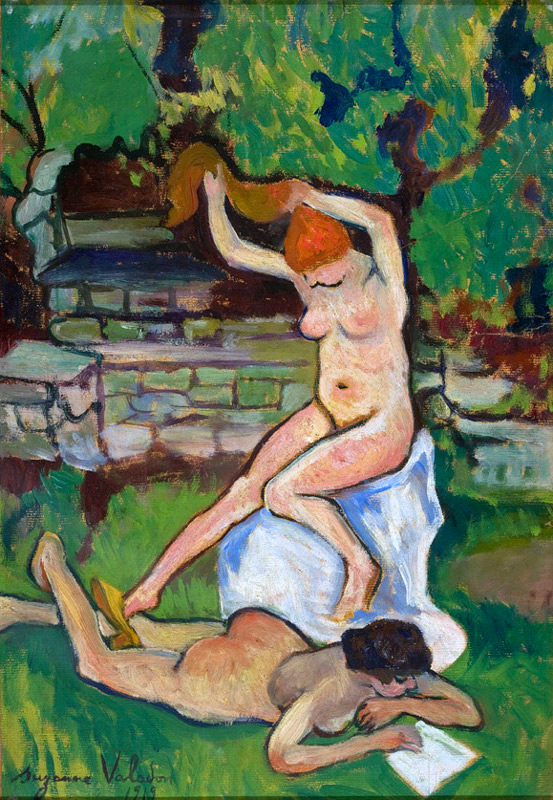
누드, 1919
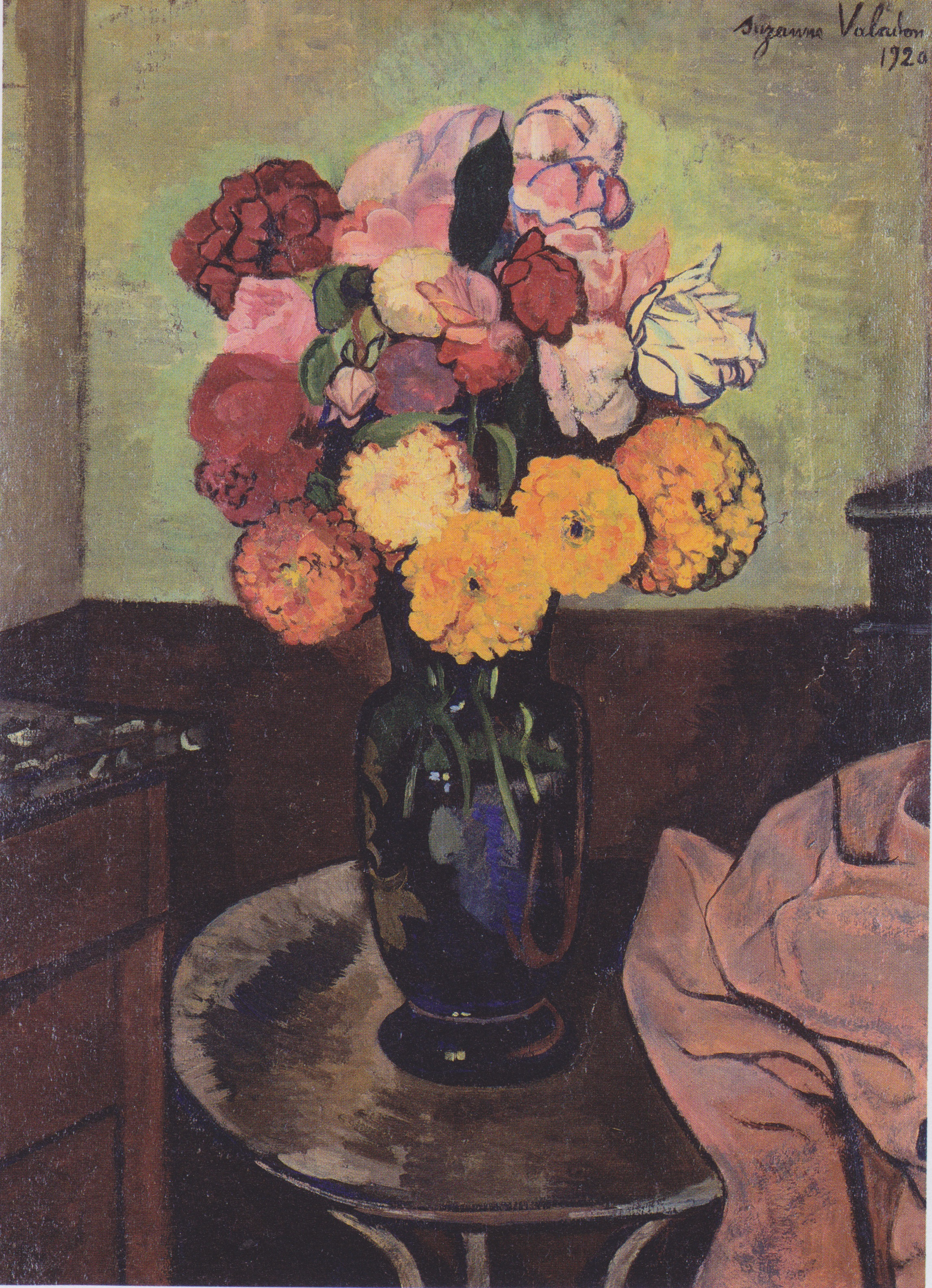
원탁 위의 꽃, 1920
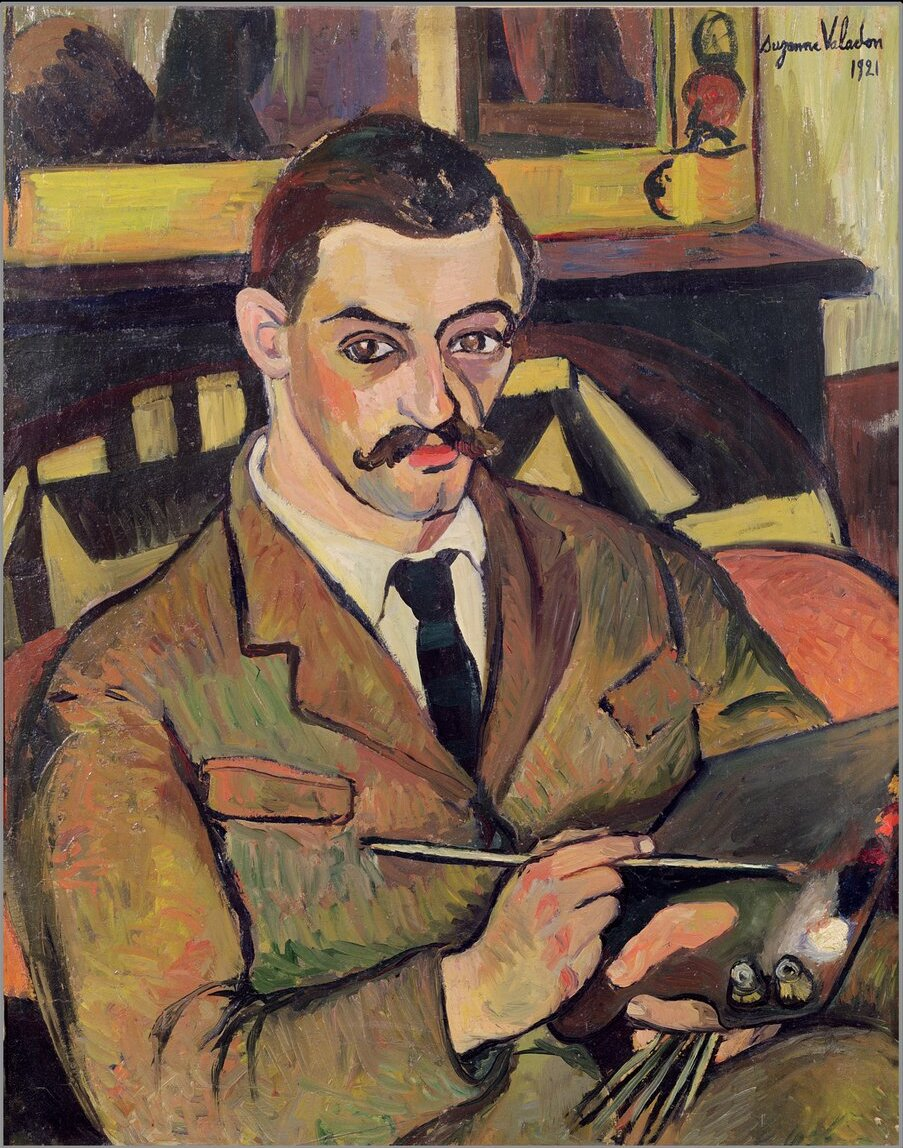
화가 모리스 위트릴로의 초상, 1921
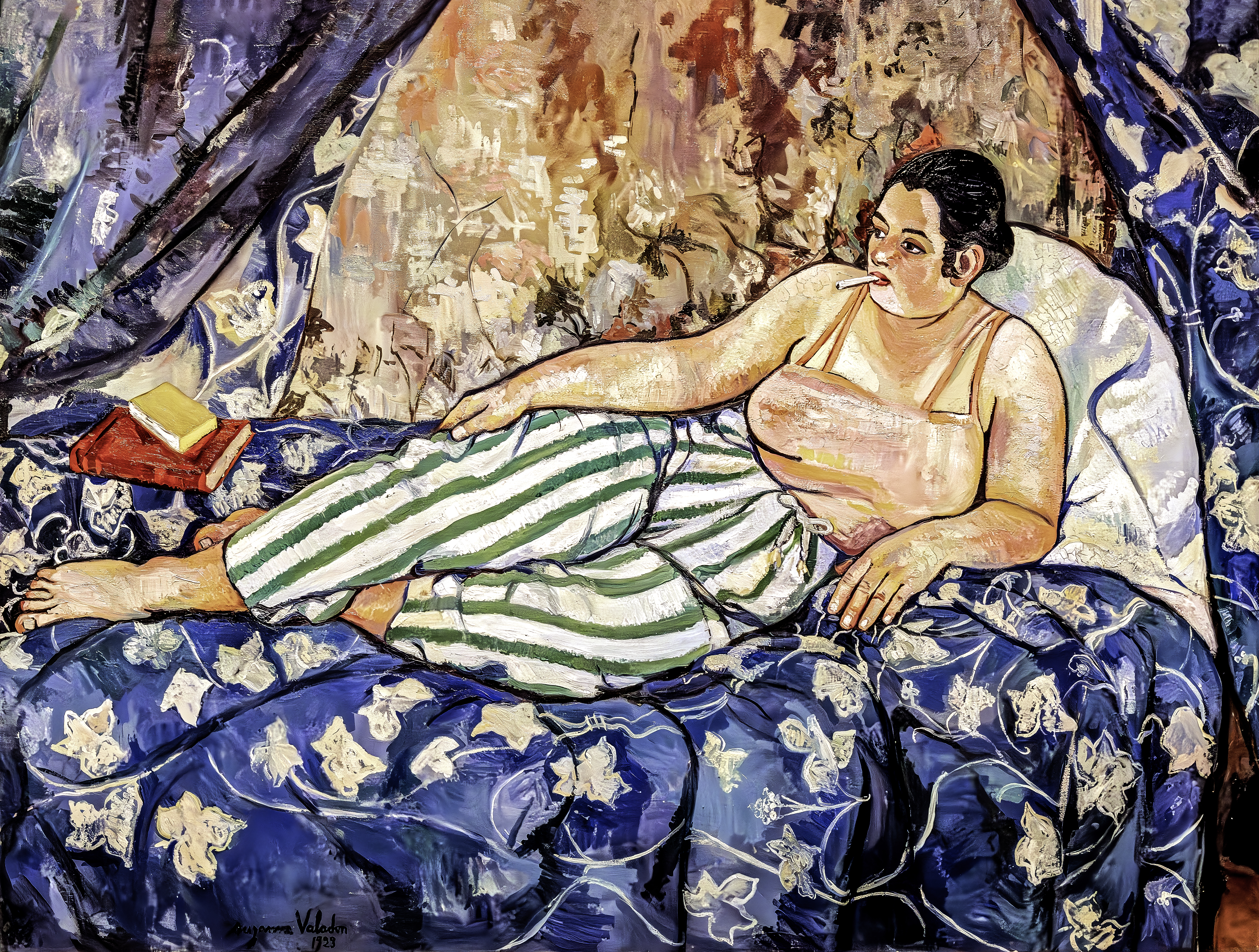
푸른 방 (La chambre bleue), 1923
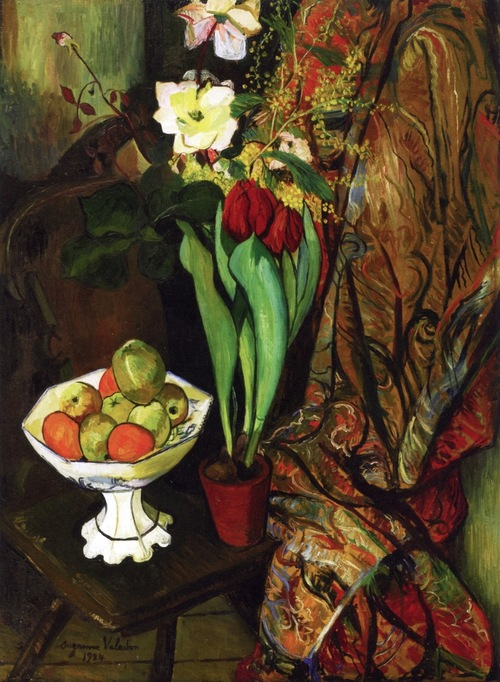
튤립과 과일 그릇이 있는 정물, 1924
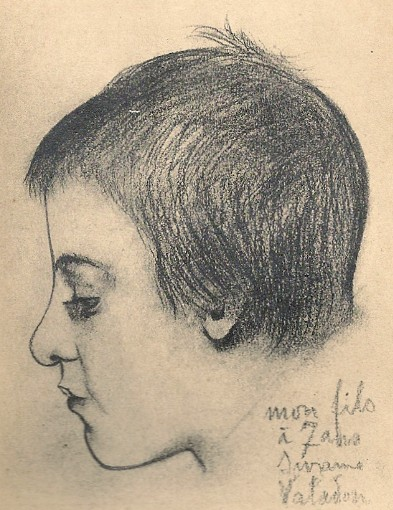
일곱 살의 내 아들, 1925
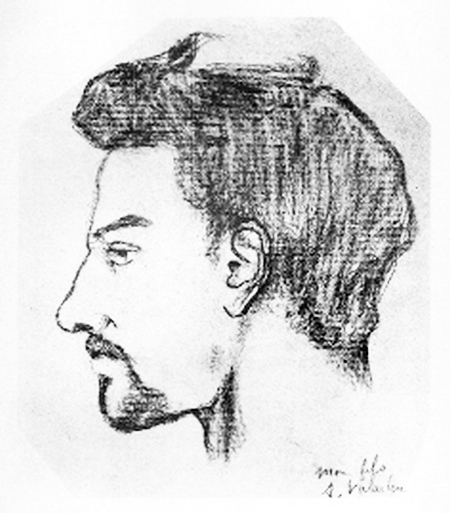
모리스 위트릴로의 초상, 1925
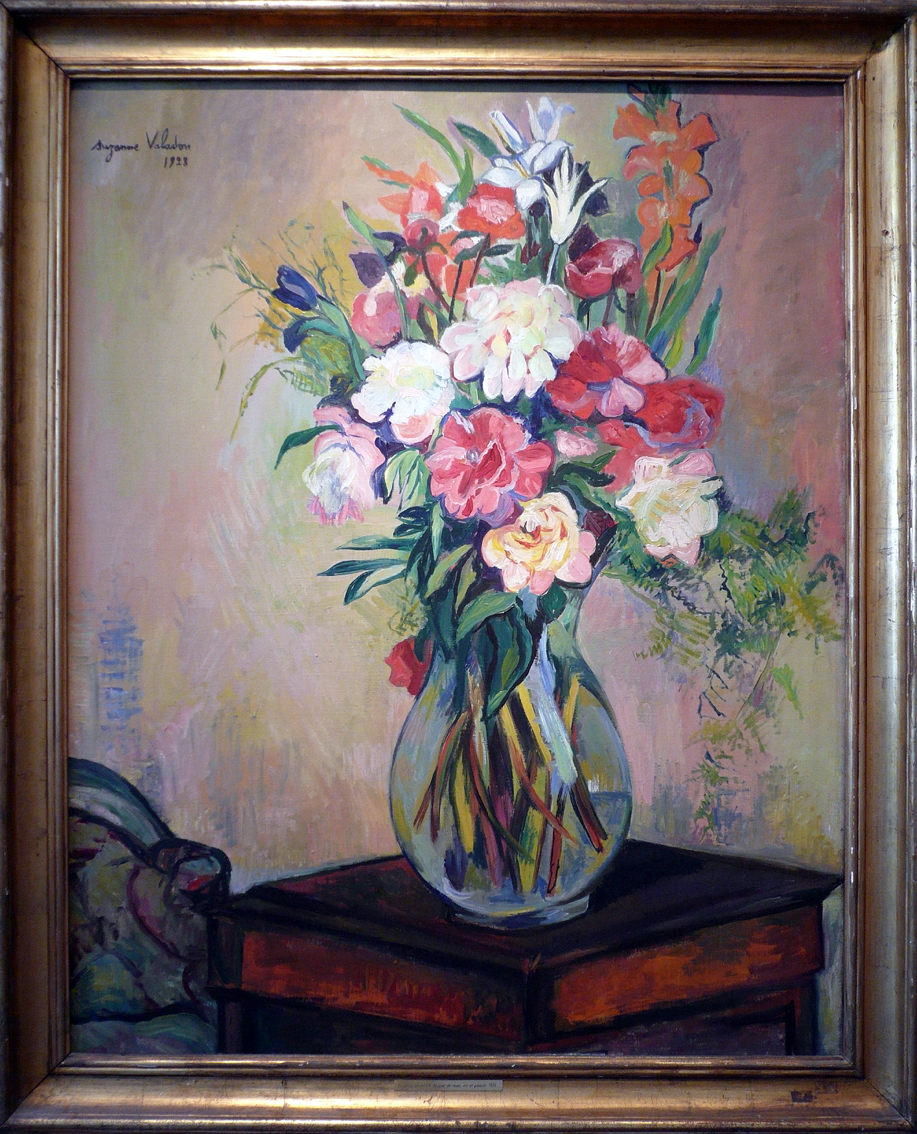
꽃다발, 1928
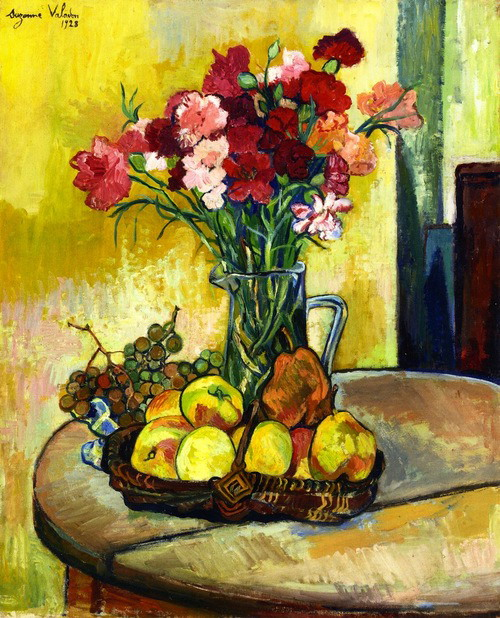
사과 바구니가 있는 정물 꽃병, 1928
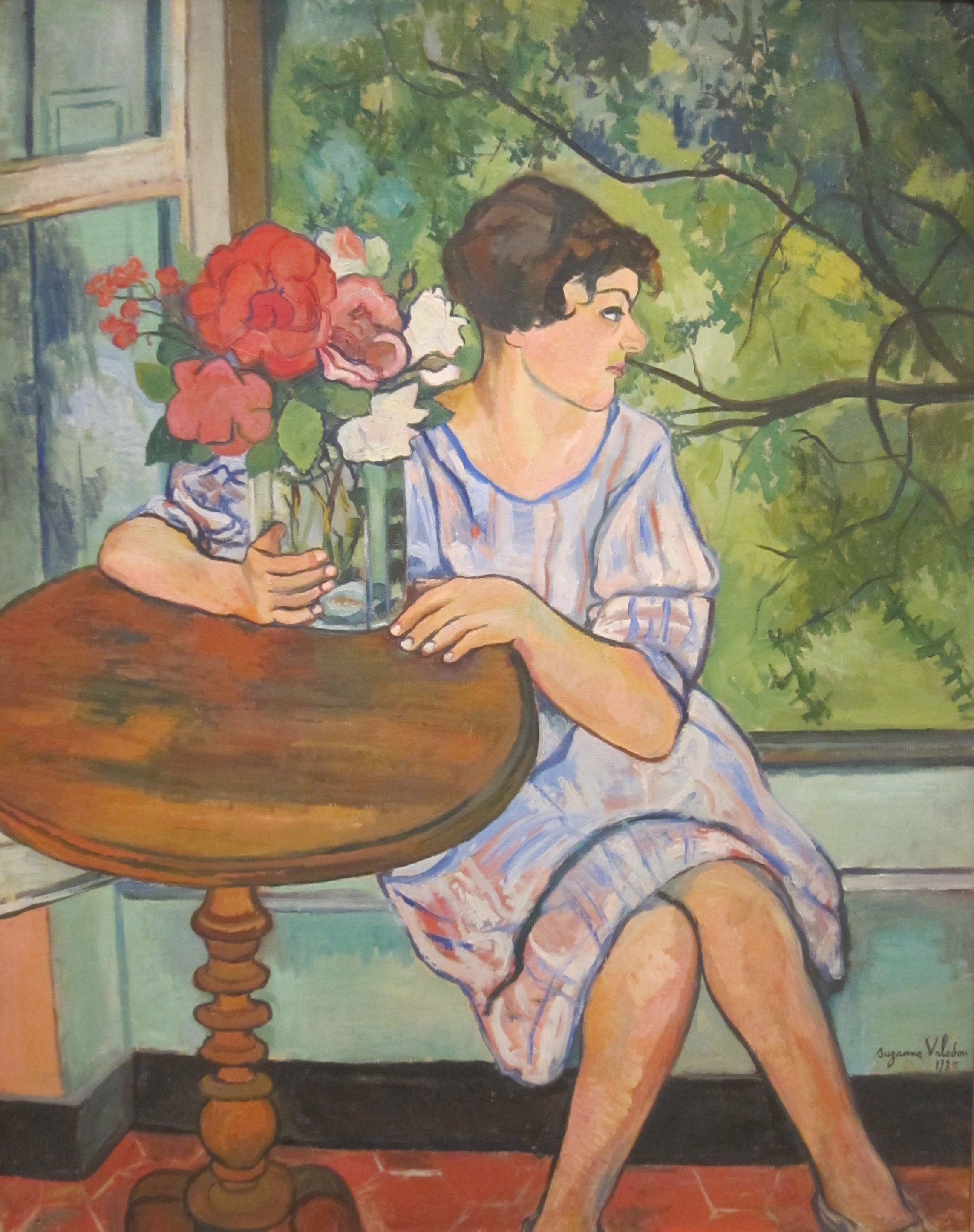
창문 앞의 소녀, 1930
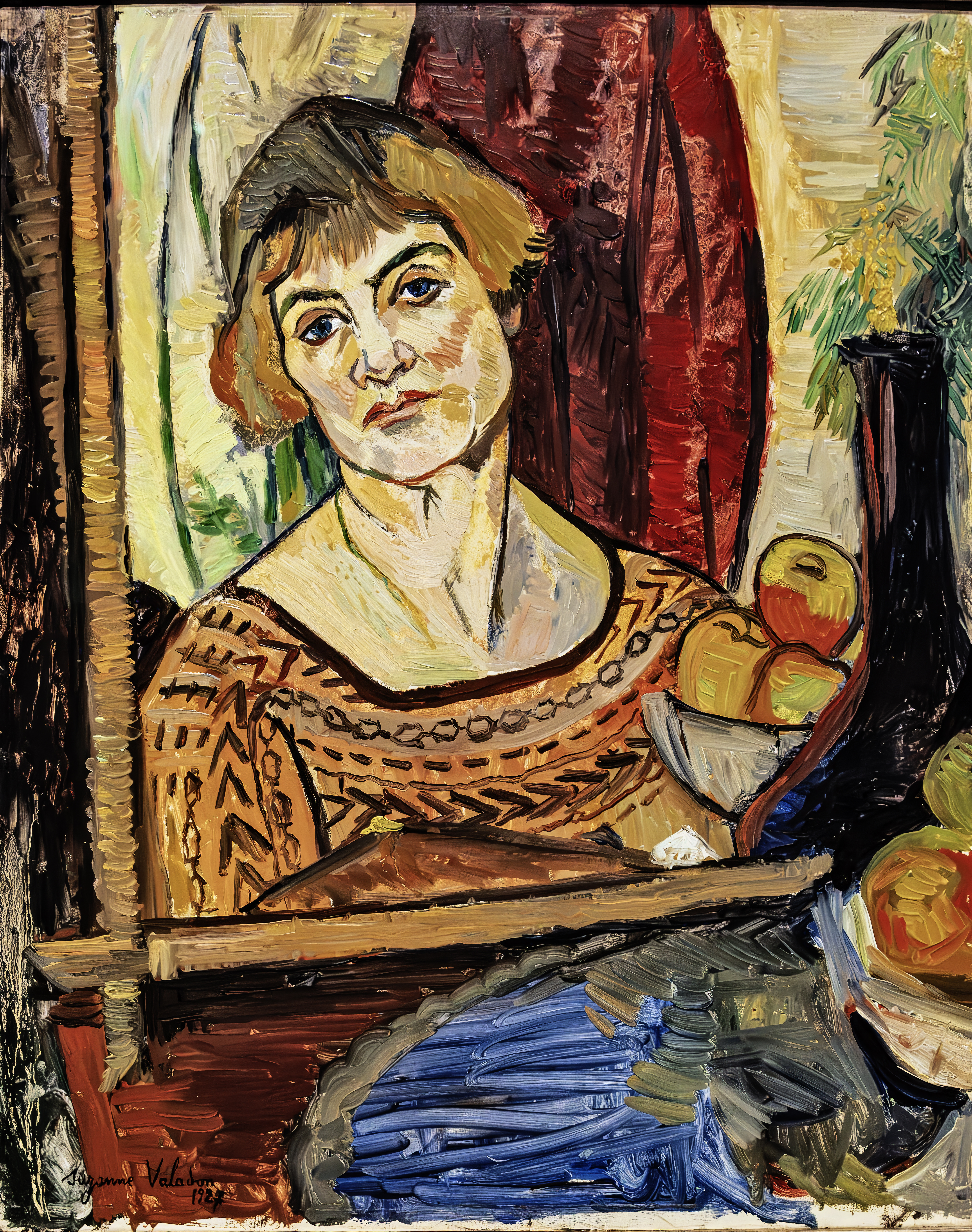
수잔 발라동, 자화상
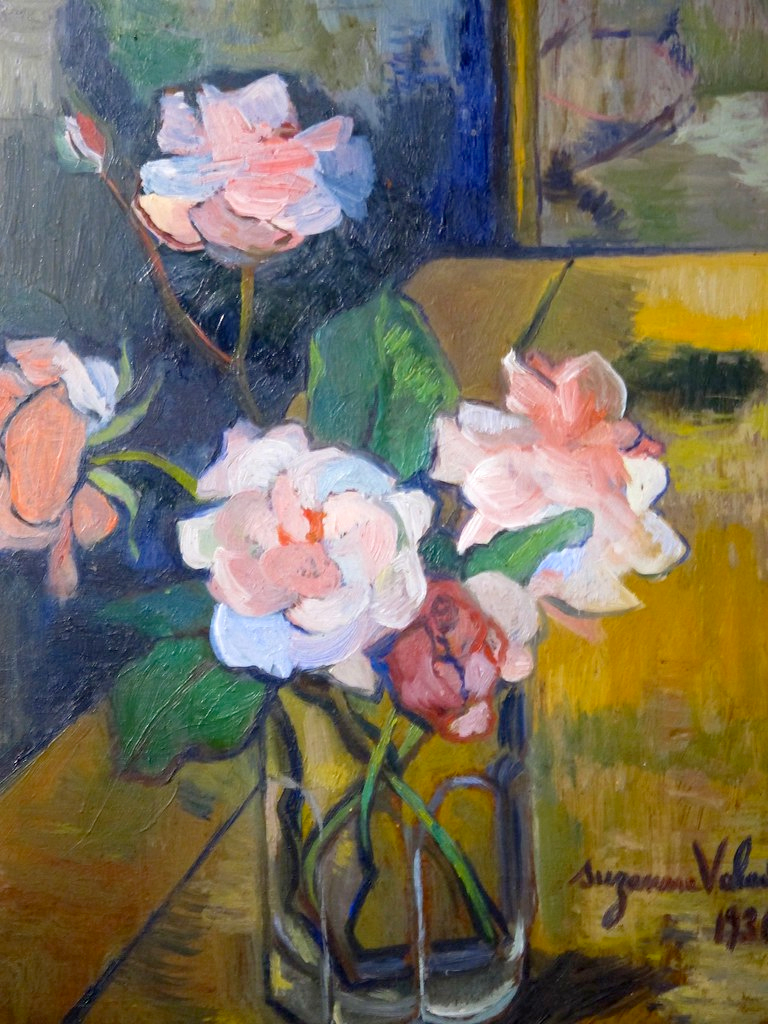
장미 꽃다발, 1936
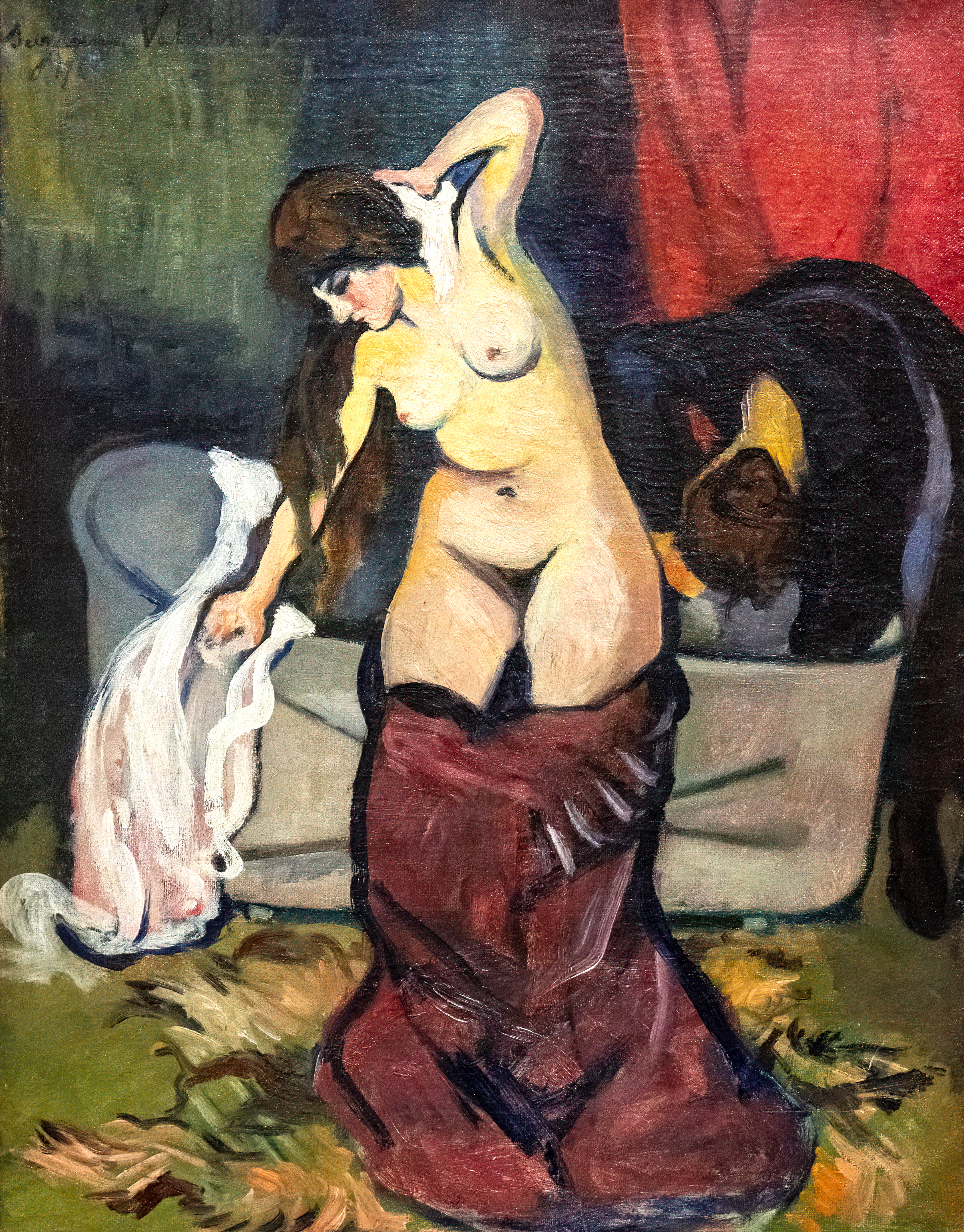
어린 소녀 목욕

## 참고 문헌
- Burns, Janet M. C (1993). “Looking as Women: The Paintings of Suzanne Valadon, Paula Modersohn-Becker and Frida Kahlo”. 《Atlantis》 18 (1&2): 25–46. ISSN 0702-7818. OCLC 936739756.
- Gaze, Delia (1997). 《Dictionary of women artists》. London Chicago: Fitzroy Dearborn Publishers. 1384–1387쪽. ISBN 978-1-884964-21-3. OCLC 1033656447 – Internet Archive 경유.
- Giraudon, Colette (2003). 〈Valadon, Suzanne〉. 《Oxford Art Online》. Oxford University Press. doi:10.1093/gao/9781884446054.article.t087579.
- Hewitt, Catherine (2018). 《Renoir's dancer : the secret life of Suzanne Valadon》. New York: St. Martin's Press. ISBN 9781250157645. ISBN 9781250157645, 9781785782749 OCLC 1006391440 및 1026408741. |id=에 templatestyles stripmarker가 있음(위치 1) (도움말)
- Jiminez, Jill Berk, 편집. (2013) [2001]. 《Dictionary of Artists' Models》. London: Routledge. doi:10.4324/9781315063119. ISBN 978-1-135-95914-2. OCLC 861081918.
- Marchesseau, Daniel (1996). 《Suzanne Valadon : [exposition] 26 janvier-27 mai 1996》. Martigny, Switzerland: Fondation Pierre Gianadda. ISBN 9782884430364. OCLC 34256669.
- Mathews, Patricia (1991). “Returning the Gaze: Diverse Representations of the Nude in the Art of Suzanne Valadon”. 《Art Bulletin》 73 (3): 415–30. doi:10.2307/3045814. JSTOR 3045814.
- Rose, June (1999) [1998]. 《Suzanne Valadon: The Mistress of Montmartre》. New York: St. Martin's Press. ISBN 9780312199210. OCLC 1036881995 – Internet Archive 경유.